# بولرو (راول)

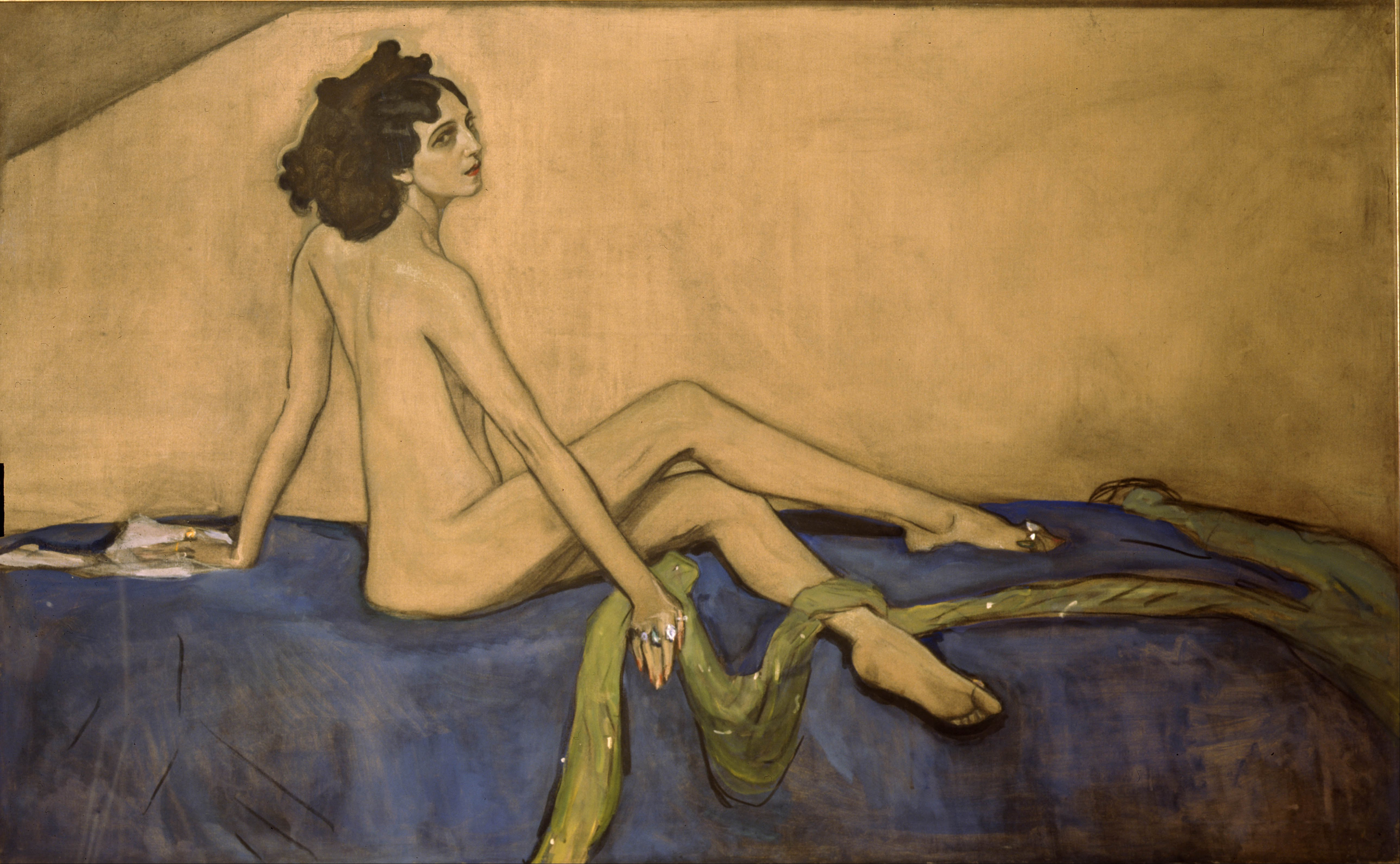
ایدا روبینشتاین، منبع الهام بولِرو. نقاشی از والنتین سروف

بولِرو (به فرانسوی: Boléro) نام یک قطعهٔ ارکسترال تک‌موومانه و از آثار موریس راول، آهنگ‌ساز نامدار فرانسوی است. بولرو، که در سال ۱۹۲۸، در اصل به‌عنوان یک قطعهٔ باله و به سفارش ایدا روبینشتاین، بالریِنِ و بازیگر اهل روسیه، نوشته شده‌است، شناخته‌شده‌ترین اثر موریس راول به‌شمار می‌آید.
روبینشتاین ابتدا از راول خواست تا شش بخش از ایبریای ایساک آلبنیس را با تنظیم ارکسترال بازآفرینی کند. زمانی که راول مشغول کار روی اولین قطعه با نام «روندنا» بود دریافت که پیش از او رهبر ارکستر اسپانیایی انریکه آربوس، تمام موومان‌های ایبریا را برای اجرای ارکستر بازتنظیم کرده‌است و قوانین حق تکثیر اجازهٔ بازآفرینی آن اثر را به شخص دیگری نمی‌دهند. پس از آن‌که آربوس از تصمیم راول آگاه شد اعلام کرد که با کمال میل از حقوق قانونی‌اش چشم‌پوشی می‌کند و به راول اجازه می‌دهد که قطعه‌ها را با تنظیم جدید بازآفرینی کند. اما راول نظرش را عوض کرد و ترجیح داد یکی از کارهایی که پیش‌تر نوشته بود را برای اجرای ارکستر تنظیم کند. سپس یک‌بار دیگر نظرش را تغییر داد و این‌بار تصمیم گرفت بر مبنای یکی از فرم‌های موسیقی و رقص اسپانیایی به‌نام بولرو قطعهٔ جدیدی خلق کند. راول در یکی روزهایی که تعطیلاتش را در یکی از بخش‌های پیرنه-آتلانتیک می‌گذراند با یک انگشتی نواختن پیانو، ملودی ساده و اولیهٔ قطعه‌ای که در ذهن داشت را خلق کرد. آن قطعه که ابتدا فاندانگو نام‌گذاشته شده بود، بعداً نامش به «بولرو» تغییر داده شد.

## اولین اجرا
«بولرو» اولین بار در ۲۲ نوامبر ۱۹۲۸ در اپرای پاریس اجرا شد. در آن اجرا برونیسلاو نیژینسکا رقص‌پردازی و الکساندر بنوا طراحی را بر عهده داشتند و والتر استرارام فرانسوی ارکستر را رهبری می‌کرد. پیش‌تر قرار بود ارنست آنسرمی ارکستر را رهبری کند که با مخالفت اعضای گروه ارکستر روبرو شد. سناریویی که روبینشتین و نیژینسکا برای اولین اجرای «بولرو» در نظر گرفته‌بودند داستانی با این مضمون داشت:
در میخانهای در اسپانیا مردم زیر فانوس برنجی که از سقف آویزان است می‌رقصند. در گرماگرم شادی و تشویق‌های جمعیت، یک بانوی رقصنده روی یکی از میزها می‌رود، شروع به رقصیدن می‌کند و ریتم رقص‌اش به مرور تندتر می‌شود.— پایان نقل قول